# Kalervo Toivonen
Kalervo Toivonen (Finlandia, 22 de enero de 1913 - 5 de julio de 2006) fue un atleta finlandés, especialista en la prueba de lanzamiento de jabalina en la que llegó a ser medallista de bronce olímpico en 1936.

## Carrera deportiva
En los JJ. OO. de Berlín 1936 ganó la medalla de bronce en el lanzamiento de jabalina, con una marca de 70.72 metros, siendo superado por el alemán Gerhard Stock y por su compatriota el también finlandés Yrjo Nikkanen (plata con 70.77 metros).